# Cornel Dinu (fotbalist născut în 1989)
Cornel Dinu (n. 9 iunie 1989, Dobra, Dâmbovița, România) este un fotbalist român, care joacă pe post de fundaș la Chindia în Liga a II-a.